# 17 septembre 1907
Le 17 septembre 1907 est le 260e jour de l'année 1907 du calendrier grégorien. Il s'agit d'un mardi. 

## Naissances
- Warren Earl Burger, juge en chef des États-Unis.
- Roger Lefèvre, universitaire et homme politique français.
- Lambert Saravane, homme politique français.
- Eijirō Tōno, acteur japonais.
- Michel Yver, agriculteur et homme politique français.

## Décès
- Ignaz Brüll, compositeur et pianiste autrichien.